# Conus exiguus
Espèce
Statut de conservation UICN

 LC  : Préoccupation mineure
Conus exiguus est un mollusque gastéropode marin appartenant à la famille des Conidae.

## Répartition
Nouvelle-Calédonie et Samoa.

## Philatélie
Ce coquillage figure sur une émission de la poste aérienne de la Nouvelle-Calédonie de 1968 (valeur faciale : 40 F).